# Rokytno (powiat Pardubice)
Rokytno – wieś i gmina w Czechach, w powiecie Pardubice, w kraju pardubickim.
1 stycznia 2017 gminę zamieszkiwały 882 osoby, a ich średni wiek wynosił 39,4 roku.